# Sölvesborgsbron

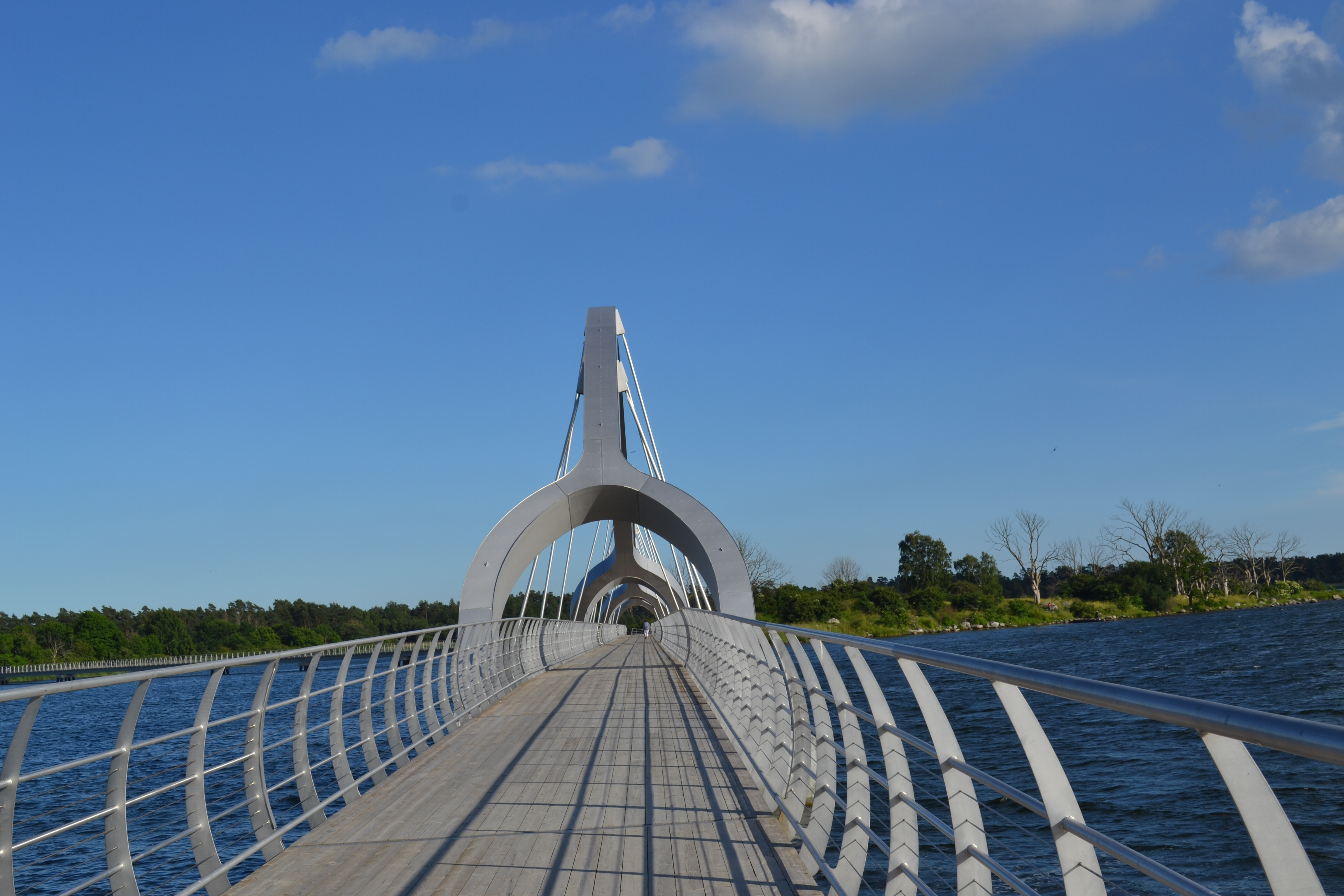
Gång- och cykelbron över Sölvesborgsviken (2013)

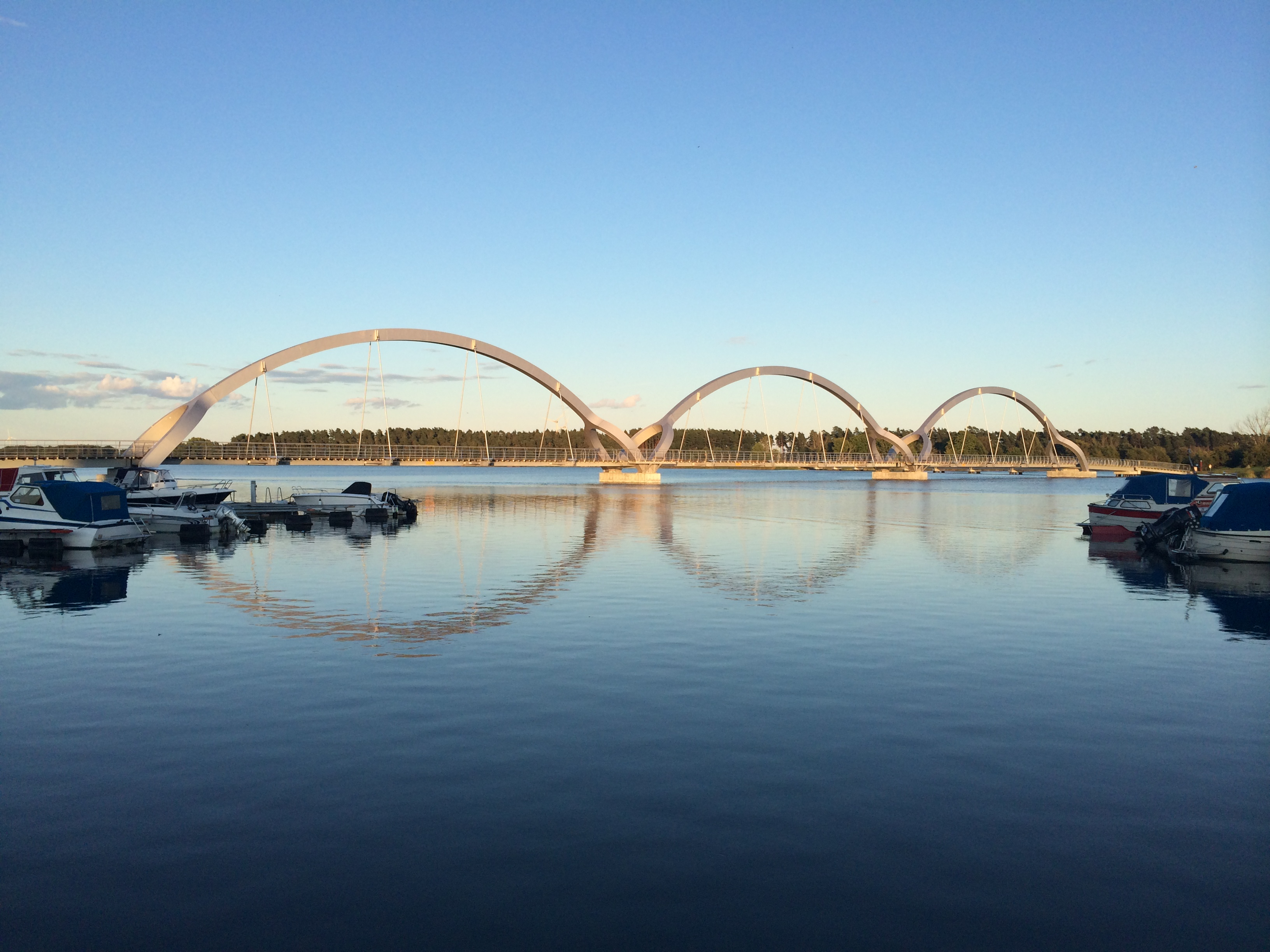
Sett från småbåtshamnen

Sölvesborgsbron är en 760 meter lång gång- och cykelbro över Sölvesborgsviken i Blekinge. Den består av en bågbro med tre bågar från Havsudden i centrala Sölvesborg till ön Kaninholmen och därifrån en balkbro till ön Lindholmen och stadsdelen Ljungaviken på andra sidan viken. De båda broarna är gjorda av 600 ton stål. 
Bron som stod färdig i slutet av 2012 är enligt entreprenören Europas längsta i sitt slag. Bron invigdes den 25 maj 2013.
Bron har blivit ett utflyktsmål och ett tillhåll för förälskade par. Bänkarna sägs bjuda in till hångelstunder. Kommunalrådet Heléne Björklund (S) har tidigare uppmuntrat Sölvesborgsborna att öppet visa sin kärlek genom bland annat så kallade pusshållplatser.
Konstruktionen gjordes av det lokala företaget Stål och Rörmontage.
År 2016 uppmärksammades bron som en av de 11 mest spektakulära broarna i världen, enligt CNN